# Parassita che altera il comportamento

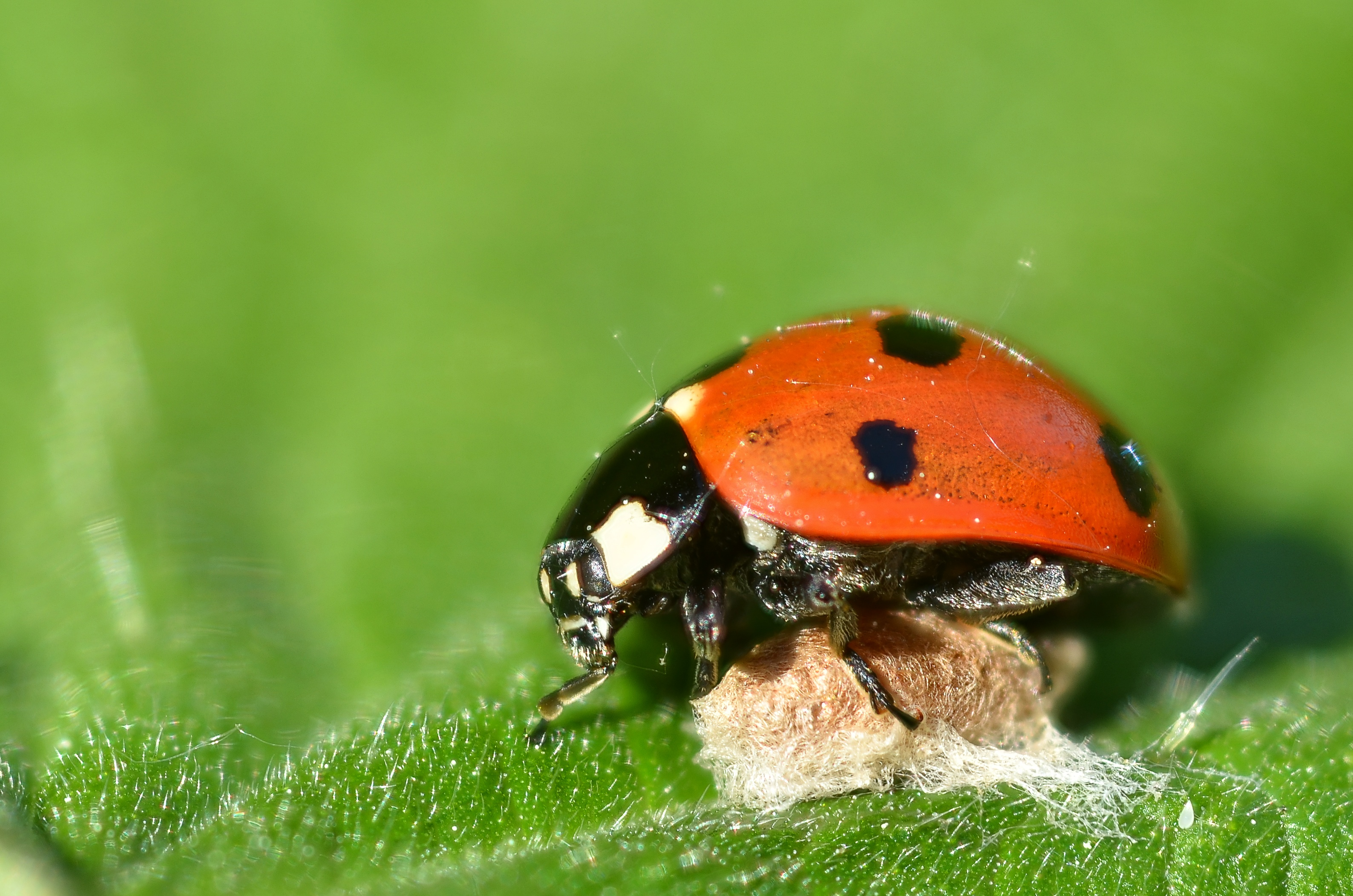
Una coccinella a guardia di un bozzolo di Dinocampus coccinellae. La coccinella rimarrà in quella posizione finché la vespa adulta emergerà dal bozzolo, e morirà poco dopo.

I parassiti che alterano il comportamento (in inglese, behavior-altering parasites) sono parassiti che sfruttano due o più organismi ospitanti, e che provocano cambiamenti nel comportamento di uno di essi, allo scopo di aumentare le proprie possibilità di riproduzione.
Rendono il primo ospite più suscettibile all'attacco da parte di un predatore, dopodiché il parassita si riproduce sessualmente all'interno del predatore. Esempi possono essere trovati in batteri, protozoi, virus e animali.
I parassiti possono anche modificare il comportamento dell'ospite per aumentare la protezione dei parassiti stessi o della loro progenie. Il termine manipolazione della guardia del corpo (bodyguard manipulation) è talvolta usato per definire tali meccanismi.
Un esempio è rappresentato da un verme parassita che viene mangiato da un anfipode. Il verme cambia il comportamento dell'anfipode ospite. I cambiamenti rendono più probabile che l'anfipode venga mangiato dai pesci, nei quali il verme si riproduce. Il cambiamento comportamentale indotto nell'ospite porta quindi a un maggiore successo del parassita nel completare il suo ciclo vitale.